# 苫田亜沙子
苫田 亜沙子（とまだ あさこ、9月5日 - ）は日本のミュージカル女優。元劇団四季所属。大阪府吹田市出身。

## 来歴
大阪府立夕陽丘高等学校音楽科を経て京都市立芸術大学音楽学部音楽学科声楽専攻卒業。2005年5月に劇団四季入団。オペラ座の怪人アンサンブル役で初舞台を踏み、のちにクリスティーヌ役に抜擢される。2015年3月27日にMAZDA Zoom-Zoom スタジアム広島で行われたセントラルリーグ開幕戦で国歌斉唱を務めた。

## 人物
- 小さい頃はピアノを習っていたが、中学生の頃、四季の『オペラ座の怪人』を観て以来、同作品の舞台に立つことを夢見て、ピアノを辞めた後、声楽を習い始める。
- 家で飼っているハムスターを「ネズッ」「ジンパチ」と呼んでいる。
- 阪神タイガースの大ファンで甲子園へよく行き、ユニフォームを着てメガホンを持って「六甲おろし」を歌い、声を張り上げ応援していた。
- 劇団四季内では『ウィキッド』で共演も多い江畑晶慧と同期であり、仲がいい。
- 2015年2月、劇団四季『美女と野獣』ベル役デビューを果たす。

2018年10月 退団。

## 主な出演
- エビータ　（ミストレス）
- オペラ座の怪人　（クリスティーヌ・ダーエ、アンサンブル）
- 夢から醒めた夢　（マコ）
- ウィキッド　（グリンダ）
- ウェスト・サイド物語　（マリア）
- 美女と野獣　（ベル）

など